# 리플리스 게임
《리플리스 게임》(영어: Ripley's Game, 이탈리아어: Il gioco di Ripley)은 이탈리아, 영국, 미국에서 제작된 릴리아나 카바니 감독의 2002년 스릴러 영화이다. 존 맬커비치, 두그레이 스콧, 레이 윈스턴 등이 출연하였고, 사이먼 보즌켓 등이 제작에 참여하였다. 퍼트리샤 하이스미스의 동명 원작 소설은 앞서 1977년에 빔 벤더스도 《미국 친구》로 영화화한 바 있다.

## 출연진
- 존 맬커비치
- 두그레이 스콧
- 레이 윈스턴
- 리나 히디
- 키아라 카셀리
- 파올로 파올로니
- 에벨리나 메그나지
- 한스 치슐러

## 기타 제작진
- 미술: 프란체스코 프리제리